# Schiedeella sparsiflora
Schiedeella sparsiflora là một loài thực vật có hoa trong họ Lan. Loài này được (C.Schweinf.) Burns-Bal. miêu tả khoa học đầu tiên năm 1981.